# Eusebius Mandyczewski

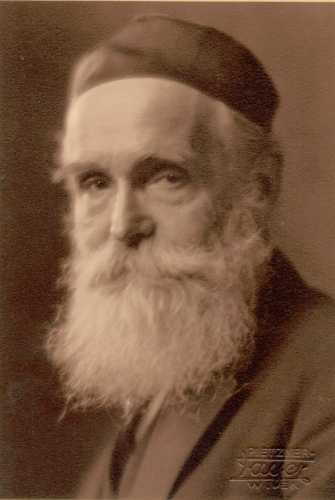
Eusebius Mandyczewski

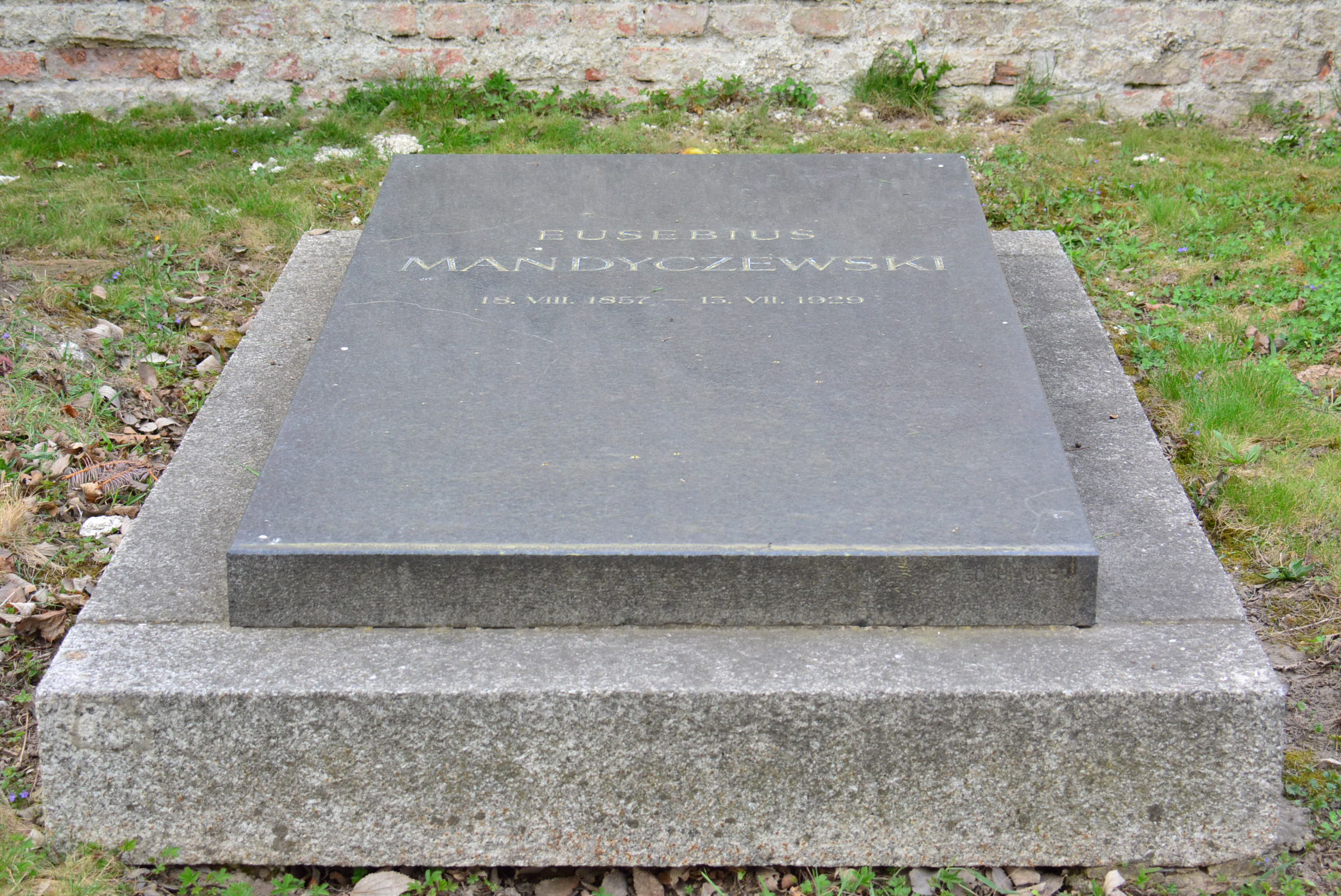
Grab von Eusebius Mandyczewski

Eusebius Mandyczewski (rumänisch Eusebie Mandicevschi; * 18. August 1857 in Czernowitz; † 13. Juli 1929 in Sulz im Wienerwald in Niederösterreich) war ein österreichischer Musikwissenschaftler und Komponist rumänischer Herkunft.

## Leben
Eusebius Mandyczewski, Abkömmling einer alten griechisch-orthodoxen Priesterfamilie, begann bereits während seiner Zeit am k.k. Gymnasium in Czernowitz zu komponieren. Nach der Matura zog er 1875 nach Wien um und studierte Musiktheorie bei Martin Gustav Nottebohm und Musikwissenschaft bei Eduard Hanslick. Im Jahr 1879 lernte er Johannes Brahms kennen, mit dem ihn bis zu dessen Tod eine enge Freundschaft verband. Seit 1896 unterrichtete er Musikgeschichte, später auch Instrumentenkunde, Harmonielehre, Kontrapunkt und Komposition am Konservatorium der Gesellschaft der Musikfreunde. Im Jahr 1887 wurde er Leiter der Wiener Singakademie und Archivar der Gesellschaft der Musikfreunde. Im selben Jahr wurde ihm die Ehrendoktorwürde der Universität Leipzig verliehen. Er zählte zu den wichtigsten Initiatoren der Gesamtausgaben der Werke von Franz Schubert, Joseph Haydn und Johannes Brahms. Im Jahr 1901 heiratete Eusebius Mandyczewski Albine von Vest, Gesangspädagogin und Leiterin des Frauenchors der Wiener Gesellschaft der Musikfreunde. Seine Tochter Virginia heiratete 1928 den Prager Germanisten und Hochschullehrer Herbert Cysarz.
Sein Ehrengrab befindet sich auf dem Wiener Zentralfriedhof (Gruppe 0, Reihe 1, Nummer 99).

## Werke
Er komponierte orthodoxe Messen, Klavierstücke, Liederzyklen sowie Variationen über Themen von Händel für Klavier.
Darüber hinaus schrieb er 11 Chöre in ukrainischer Sprache, darunter zwei zu Dichtungen von Taras Schewtschenko, sowie einen Kanon in drei Stimmen und 200 rumänische Volkslieder.